# Jan Karski

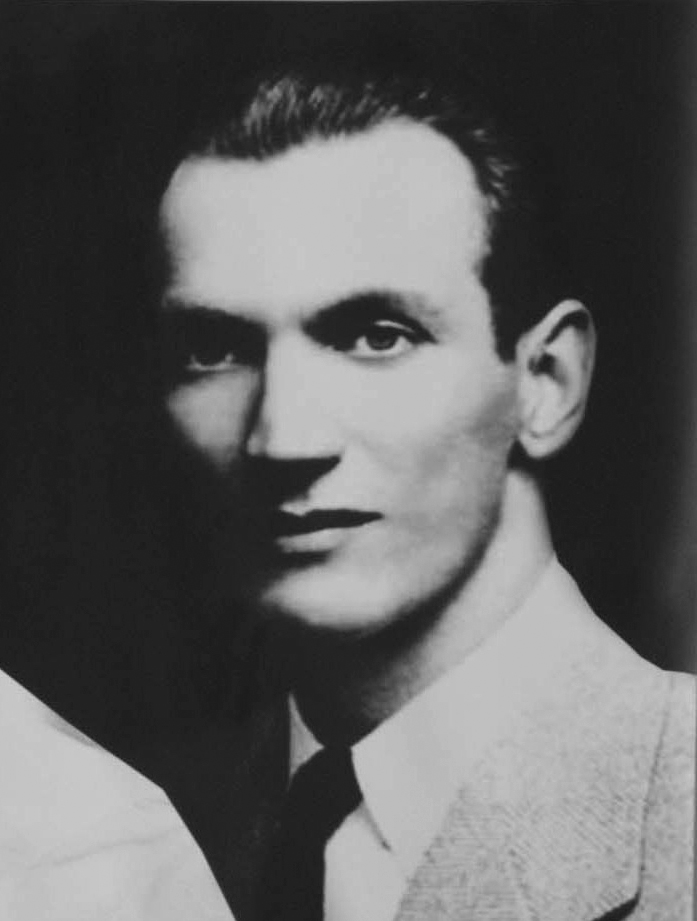
Jan Karski

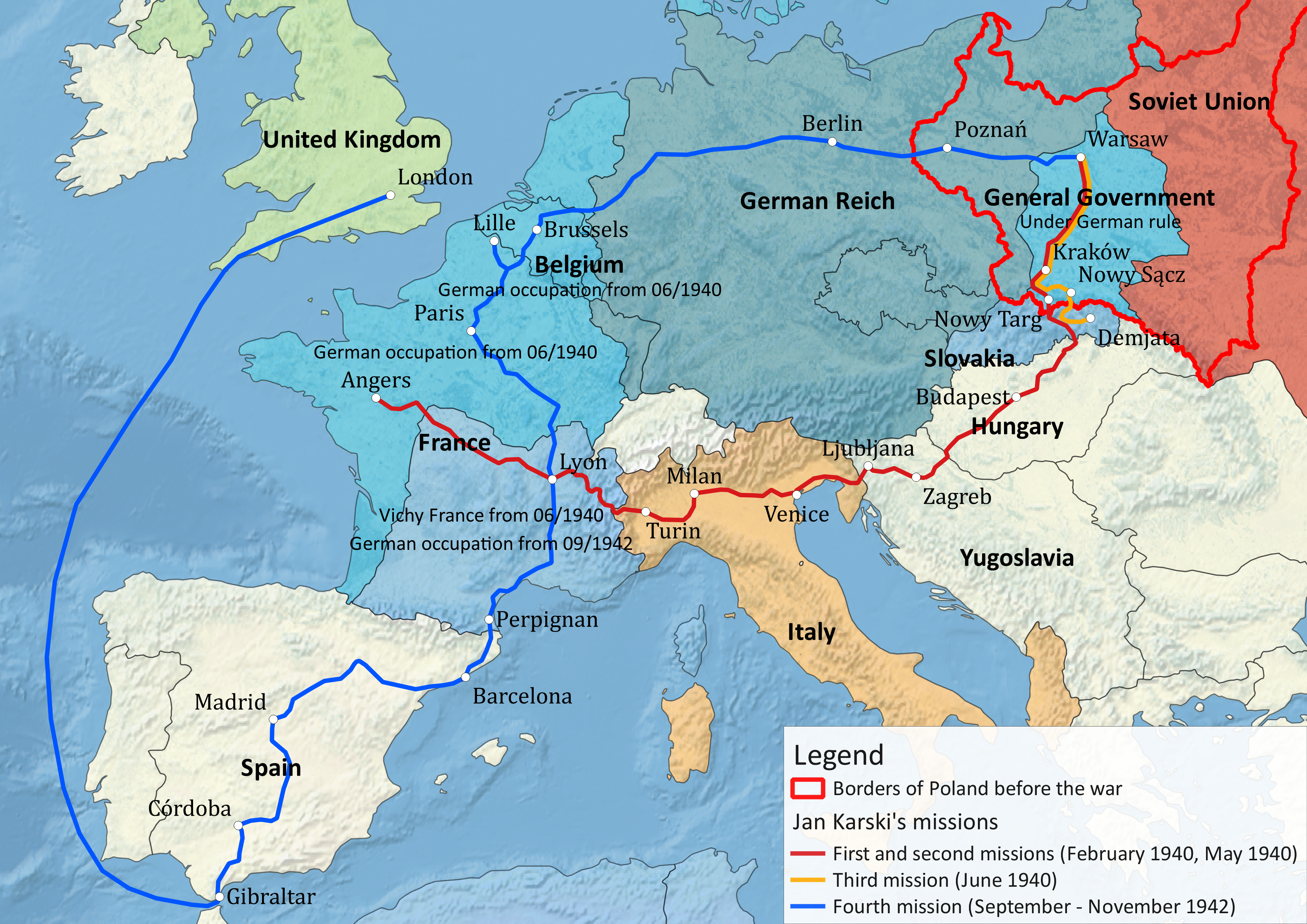
Kaart met de missies van Jan Karski

Jan Karski (Łódź, 24 april 1914 – Washington, 13 juli 2000) was een verzetsstrijder en geheim koerier van de Poolse verzetsbeweging tijdens de Tweede Wereldoorlog. Hij was degene die de geallieerden al in 1943 op de hoogte bracht van de uitroeiing van de Joden.

## Levensloop
Karski werd in 1914 geboren in Łódź als Jan Kozielewski. Hij studeerde demografie aan de universiteit van Lviv. Na zijn studie was hij gedurende enkele jaren diplomaat.
Tijdens de bezetting van Polen door nazi-Duitsland werd hij lid van het Armia Krajowa, de voornaamste Poolse verzetsbeweging. Hij fungeerde als koerier tussen het Thuisleger en de Poolse regering in ballingschap. In 1942 kreeg Karski de opdracht om de Poolse regering in ballingschap te informeren over de situatie in Polen. Hij baseerde zijn rapport niet alleen op gesprekken met leden van de verschillende ondergrondse politieke partijen, hij wilde ook als ooggetuige verslag kunnen uitbrengen en drong daartoe tweemaal het getto van Warschau binnen en één keer, vermomd als bewaker, het Duitse transitkamp Izbica.
Na een gevaarlijke tocht van 22 dagen bereikte Karski op 1 december 1942 Londen, waar hij met verschillende politici sprak. Op 5 februari 1943 ontmoette hij minister van Buitenlandse Zaken Anthony Eden. Nadien reisde hij door naar de Verenigde Staten, waar hij in juli een gesprek had met Franklin D. Roosevelt. Karski smeekte de geallieerden actie te ondernemen door bijvoorbeeld de spoorlijnen naar Auschwitz te bombarderen, maar hun aandacht ging vooral uit naar de militaire kant van het conflict. Karski was bijzonder teleurgesteld over het nogal vrijblijvende antwoord van Roosevelt. Toch bleef hij proberen zijn boodschap te verspreiden. Hij dicteerde zijn ervaringen in de zomer van 1944 in een hotelkamer in New York. De resulterende autobiografie, Story of a Secret State, verscheen in november van datzelfde jaar.
Na de oorlog besloot Karski zich in Amerika te vestigen. Hij behaalde een doctoraat aan Georgetown University en doceerde er veertig jaar. Op 13 juli 2000 overleed hij in Washington.

## Onderscheidingen en eerbetuigingen
- Op 2 juni 1982 erkende Yad Vashem Jan Karski als Rechtvaardige onder de Volkeren.[2]
- In 1994 werd Karski uitgeroepen tot ereburger van Israël.[2]
- In 2012 reikte Barack Obama de Presidential Medal of Freedom postuum aan Karski uit.[8]
- De Sejm, het Lagerhuis van Polen, riep 2014 uit tot Jaar van Jan Karski.